# الوای (اسفندیار)
اَلوای(لاتین: Ālwāy)، در شاهنامه نام نیزه دار رستم است که در نبرد تهمتن با اسفندیار، به دست نوش آذر کشته شد.
حکیم فردوسی در بیتی از شاهنامه، اوصاف و احوال الوای را اینگونه آغاز می‌کند:
| یکی نامور بود الوا به نام |  | سرفراز و اسپ افکن و شادکام |

## الوای زابلی
الوا هنر آموخته رستم زال بود که در جنگ تن به تن ایران و توران به‌دست کاموس‌کشانی کشته شد. در این نبرد نگرانی تورانیان به‌ویژه پیران حضور رستم در میدان جنگ بود. پیران می‌گفت اگر رستم نباشد باکی از طوس، گرگین، بیژن نیست. در پیکار روز گذشته اشکبوس تورانی هلاک شده بود و اینک کاموس سپهسالار خاقان چین گشته و هراس او از تهمتن بود.
سپاه دو کشور مقابل یکدیگر صف کشید، کاموس وارد میدان گشت و مبارز طلبید. از ایرانیان یارای مقابله با او نبود تا اینکه الوای زابلی قدم به میدان گذاشت در دم به‌دست کاموس کشته شد. رستم از مشاهدهٔ صحنه بسیار ناراحت شد رخش را برانگیخت. رجزها به هم گفته شد آنگاه کاموس تیغی برای سر رستم انداخت با عکس‌العمل به موقع دفع و تیغ به گردن زره‌پوش رخش اصابت نمود ولی کارگر نشد، متعاقباً رستم کمندی انداخت و کاموس را به بند کشید و نزد سپاه کیخسرو کشاند تا او را به دلخواه خویش هلاک نمایند. جنگجویان کاموس را با شمشیر و نیزه چاک‌چاک کردند.
| به رنج و به سختی جگر سوخته بود |  | ز رستم هنرها بیاموخته بود  |
| بدو گفت رستم که بیدار باش      |  | به آورد این ترک هشیار باش  |
| مشو غرق ز آب هنرهای خویش       |  | نگه‌دار بر جایگه پای خویش   |
| چو قطره بر ژرف دیار بری        |  | به دیوانگی ماند این داوری  |
| شد الوای آهنگ کاموس کرد        |  | که جوید به آورد با او نبرد |